# Zeuxine strateumatica
Zeuxine strateumatica es una especie de orquídea de hábito terrestre que se encuentra en  el Viejo Mundo e introducida en América.

## Descripción
Es una especie de orquídea de pequeño tamaño, de hábito terrestre que prefiere temperaturas frías a calientes. Tiene un rizoma con un tallo carnoso erecto de color marrón pálido con hojas lineales, agudas. Florece en una inflorescencia terminal de 1.5 a 4.5 cm de largo que aparece en el invierno y la primavera.

## Distribución y hábitat
Se distribuye por el Viejo Mundo y ha sido introducida en el sur de Florida, México y el sur de América donde se encuentra en los pastizales abiertos.